# Rekówka
Rekówka – wieś sołecka w Polsce położona w województwie mazowieckim, w powiecie lipskim, w gminie Ciepielów.
| SIMC    | Nazwa     | Rodzaj    |
| ------- | --------- | --------- |
| 0617781 | Za Młynem | część wsi |

Prywatna wieś szlachecka Rakówka, położona była w drugiej połowie XVI wieku w powiecie radomskim województwa sandomierskiego. W latach 1975–1998 miejscowość administracyjnie należała do województwa radomskiego.
6 grudnia 1942 Niemcy zamordowali w Rekówce 10 Polaków za ukrywanie Żydów. Na podstawie przeprowadzonego śledztwa przez OKBZH w Kielcach ustalono, że w pacyfikacji brali udział żandarmi: Arno Fichtner, Martin Fröde, Rudolf Neubauer, Gustaw Eichler, Jakob Hofmann, Karl Biagi, Paul Vogel i Max Fiehl z I zmotoryzowanego batalionu żandarmerii niemieckiej.
Wierni Kościoła rzymskokatolickiego należą do parafii Podwyższenia Krzyża Świętego w Ciepielowie.